# Ida Tin
Pour les articles homonymes, voir Tin (homonymie).
Ida Tin est une entrepreneuse et auteure danoise qui est cofondatrice et directrice générale d'une application mobile qui permet au femme de suivre leur cycle menstruel nommée Clue,,. On lui attribue le terme « femtech, ». En 2015, Tin est nommée entrepreneuse de l'année sur le Web lors de la conférence Slush. 

## Enfance et éducation
Tin est née et a grandi à Copenhague, au Danemark. Elle est diplômée de l'école de commerce alternative danoise, Kaospilot,. 

## Carrière
Avant de fonder Clue, Tin dirige une compagnie de motos basée au Danemark avec son père. Elle passe cinq ans dans la société et effectue des tournées dans des pays tels que le Vietnam, les États-Unis, Cuba, le Chili et la Mongolie. Elle publie ensuite un livre sur ses expériences, Direktøs, qui devient un best-seller danois. 
En 2013, Tin cofonde l'application Clue avec Hans Raffauf, Moritz von Buttlar et Mike LaVigne à Berlin, en Allemagne. Elle  commence à formuler une idée pour l'application en 2009 comme moyen de suivre son propre cycle menstruel et de fécondité,. À la mi-2015, l'application compte environ 1 million d'utilisatrices actives. En octobre 2015, la société réunit 7 millions de dollars au cours d'une levée de fonds dirigée par Union Square Ventures et Mosaic Ventures, portant ainsi le montant total des fonds à 10 millions de dollars. 
En novembre de cette année, le nombre d'utilisatrices actives passe à 2 millions, représentant plus de 180 pays. À la fin de 2015, Tin travaille avec Apple pour les aider à développer leur propre logiciel de suivi des règles pour leur plate-forme HealthKit. Également en 2015, Tin est nommée entrepreneuse de l'année sur le Web lors de la conférence Slush. En septembre 2016, Tin prend la parole lors de la manifestation TechCrunch Disrupt à San Francisco sur le thème de l'analyse dans la santé des femmes,. Deux mois plus tard, Clue lève 20 millions de dollars supplémentaires grâce à un financement dirigé par Nokia Growth Partners,. 

## Vie privée
Tin vit à Berlin avec son partenaire (et cofondateur de Clue), Hans Raffauf, et leurs deux enfants, Elliot et Eleanor,. 